# Bielski Hrabia
Bielski Hrabia – polski herb hrabiowski, pochodzący z dyplomu wydanego 10 lipca 1780 roku. Odmiana herbu Jelita, herb własny utytułowanej linii rodu Bielskich herbu Jelita.

## Opis herbu
Opis stworzony zgodnie z klasycznymi zasadami blazonowania:
Na tarczy w polu czerwonym trzy kopie złote skrzyżowane w gwiazdę, środkowa ostrzem w dół, boczne - w górę.
Nad tarczą korona hrabiowska, nad którą hełm z koroną. W klejnocie pół kozła barwy naturalnej.
Labry herbowe czerwone, podbite złotem.
W trzymaczach dwa gryfy srebrne, z jęzorami czerwonymi, wspięte.

## Historia

### Nadanie z 1798
Tytuł hrabiego Królestwa Galicji (niem. hoch- und wohlgeboren, graf von) został nadany Antoniemu Bielskiemu 19 listopada 1778 roku przez cesarza Józefa II. Dyplom z wizerunkiem herbu został wydany 10 lipca 1780 roku.
Podstawą nadania tytułu oraz herbu hrabiowskiego Antoniemu było wieloletnie posiadanie przez niego dóbr Olbrachcice, dekret J. J. i A. Zamoyskich z 1778 roku, a także pismo hofratów proponujące nadanie tytułu hrabiego m.in. Bielskim.

### Nadanie z 1895
Tytuł hrabiowski z identycznym herbem uzyskał również Juliusz Bielski w dniu 8 lipca 1895 roku, na co dyplom z wizerunkiem herbu został wydany 6 września 1895 roku. Juliusz był synem Romana Cyriaka Bielskiego, który z kolei był synem jednej z córek Antoniego, ożenionej z bliskim krewnym – Ignacym Bielskim.